# Pierkukoski
Pierkukoski är en fors i Ounasjoki i Finland.   Den ligger i landskapet Lappland, i den norra delen av landet, 900 km norr om huvudstaden Helsingfors. Pierkukoski ligger 195 meter över havet.
Terrängen runt Pierkukoski är platt.  Trakten runt Pierkukoski är nära nog obefolkad, med mindre än två invånare per kvadratkilometer. Närmaste större samhälle är Sirkka, 12,5 km söder om Pierkukoski. 
Trakten ingår i den boreala klimatzonen. Årsmedeltemperaturen i trakten är −4 °C. Den varmaste månaden är juli, då medeltemperaturen är 14 °C, och den kallaste är februari, med −18 °C.